# The Tramp (personage)
The Tramp is het personage waarmee de Britse komiek en acteur Charlie Chaplin wereldberoemd werd. Chaplin bedacht het personage in 1914, of de bloei van het stomme film-tijdperk. The Tramp maakte zijn debuut in de film The Kid Auto Races at Venice uit 1914 en verscheen voor het laatst in de film Modern Times uit 1936. Na de opkomst van de geluidsfilm stopte Chaplin met het spelen van het typetje. 

## Beschrijving van het personage
The Tramp is een kinderachtige maar goedhartige zwerver, naar de Engelse vertaling "tramp". Het personage verscheen in bijna twintig films met daarin Chaplin als acteur of als zowel acteur als regisseur. Chaplin zette hem doorgaans neer als een persoon die zich gedroeg als iemand die hij wezenlijk niet was. The Tramp deed zich bijvoorbeeld voor als een gentiluomo met een zekere menselijke waardigheid, maar was in feite van armtierige en eenvoudige komaf. The Tramp werkte zichzelf veelal in de nesten met kwajongensstreken, maar door een sluw karakter wist hij steeds zijn doel te bereiken.
Een echte naam heeft hij niet, maar soms werd hij door mensen die hij ontmoet "Charlie" genoemd. Chaplin zelf noemde hem "the little fellow" of "the little funny tramp".

## Historiek van het personage

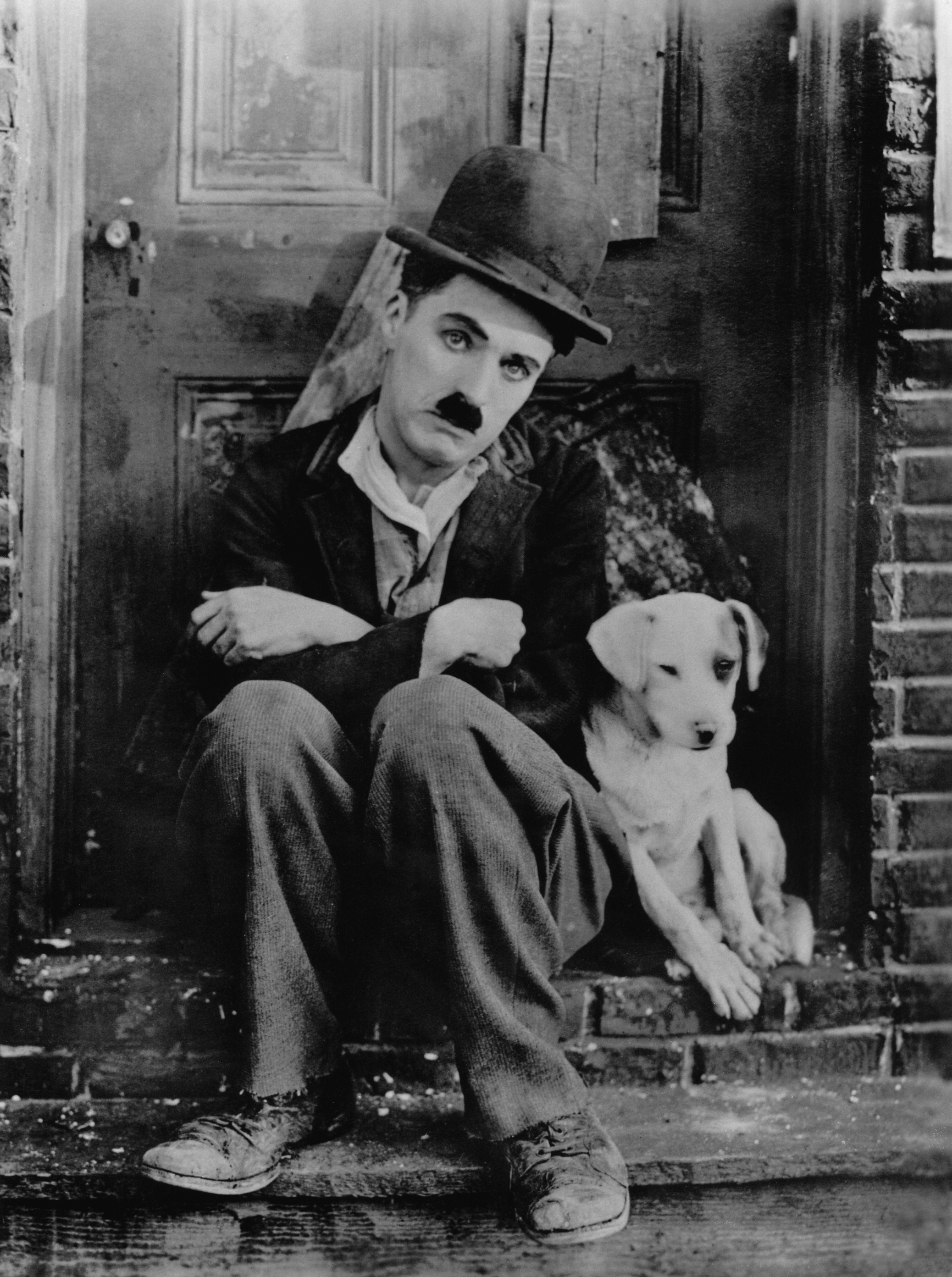
Chaplin als The Tramp in A Dog's Life, 1918

The Tramp draagt enkele typerende kledingstukken zoals een zwarte bolhoed, een versleten zwarte jacquet en een rotan wandelstokje. De jas die hij draagt was bewust strak zittend gemaakt, om zijn arme roots te benadrukken. Er bestaan meerdere versies van hoe zijn kostuum werd uitgevonden. Eén versie, uitgegeven door de Keystone Studios – waar Chaplin vanaf december 1913 werkte – was dat hij op een gegeven middag tijd doorbracht in een tot kleedkamer omgetoverde boerderijschuur en hij daar afzonderlijke kledij paste van andere cabaretiers omdat het zou gaan regenen. Chaplin droeg een broek van Fatty Arbuckle, de schoenen van Ford Performer, enzovoort. De plaksnor was oorspronkelijk bedoeld voor het spelen van een slechterik.
De eerste film waarin Chaplin te zien was als The Tramp was eigenlijk Mabel's Strange Predicament, die in februari 1914 verscheen, maar The Kid Auto Races at Venice werd twee dagen eerder opgenomen. Toen vanaf de jaren twintig van de 20e eeuw de geluidsfilm op de voorgrond kwam en vanaf die periode veel populairder zou worden dan de stomme film, weigerde Chaplin een film te maken over een duidelijk hoorbare Tramp. Chaplin bleef vasthouden aan het maken van stomme films over het personage met als reden de stem vanwege zijn eigen Britse herkomst. The Tramp was volgens Chaplin namelijk een Amerikaan.

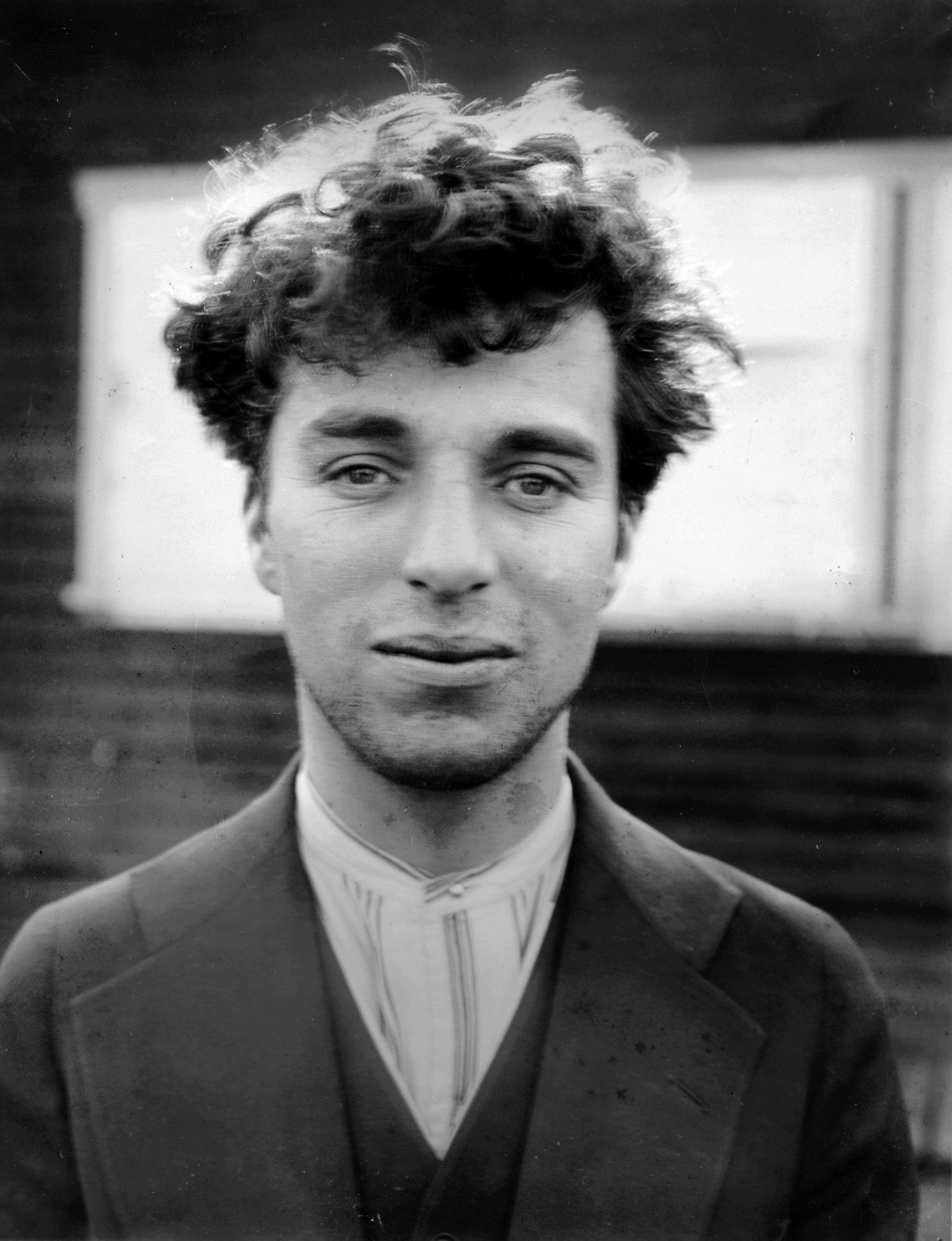
Chaplin zonder de make-up en snor van The Tramp in 1916

City Lights en Modern Times zijn twee films waarin Chaplin het personage speelt zonder dialoog, ondanks het reeds aanwezig overwicht van de geluidsfilm in het Amerikaanse filmlandschap. Later zou die periode bekend staan onder de naam Klassiek Hollywood. Modern Times, dat in première ging in 1936, is de laatste film waarin The Tramp te zien is, of beter, de film waarin de acteur hem voor het laatst effectief speelt. Modern Times wordt weleens aanzien als de laatste grootscheepse stomme film uit de filmgeschiedenis.
Jaren later gaf Chaplin aan dat hij de beslissing om definitief te stoppen als The Tramp "betreurde", maar bleef wel zijn mening verdedigen dat The Tramp voor een geluidsfilm (dus met stem en niet langer exclusief de pantomime) niet hetzelfde potentieel had of niet hetzelfde kon brengen als in de periode van de stomme film. The Great Dictator, Chaplins eerste film na Modern Times, was een film waarbij het personage zowel qua fysiek als qua karaktertrekken deels terug te vinden was.
Chaplin vertolkt in deze film Adenoid Hynckel, een Hitler-achtige dictator, en een joodse kapper. Hoewel hij nadrukkelijk verklaarde dat de kapper niet de zwerver was, behield Chaplin voor deze rol zowel de snor, de hoed als het uiterlijk van The Tramp. Ondanks een paar stille scènes – waaronder één waarin de kapper de jas, bolhoed en wandelstok van The Tramp draagt – spreekt de kapper de hele film door met het Engelse accent van Chaplin, inclusief het pleidooi voor vrede dat breed wordt geïnterpreteerd.
Na The Great Dictator leek een personage gespeeld door Chaplin nog één keer – onbedoeld – op The Tramp. Dit gebeurde tijdens Limelight, een film uit 1952. Chaplin speelt hierin Calvero, een voormalig clown. Hij draagt nagenoeg dezelfde kledij als The Tramp, maar verder zijn er weinig tot geen gelijkenissen. The Tramp stierf – letterlijk – een stille dood en werd na de film Modern Times uit 1936 nooit meer door Chaplin opgevoerd.

## Verdere loopbaan van Chaplin
Chaplin acteerde of regisseerde nadien nog (in) de producties Monsieur Verdoux, A King in New York en ten slotte zijn allerlaatste film, A Countess from Hong Kong uit 1967.